# Çağla Şimşek
Çağla Şimşek (* 1. August 2002 in Çekmeköy) ist eine türkische Schauspielerin.

## Leben und Karriere
Şimşek wurde am 1. August 2002 in Çekmeköy geboren. Ihr Vater kommt aus Samsun und ihre Mutter aus Gümüşhane. Şimşeks schauspielerisches Talent wurde von dem Schauspieler Osman Yağmurdereli entdeckt, nachdem sie als Kinderdarstellerin in der Serie Elveda Derken gespielt hat.
Danach setzte sie 2008 ihre Karriere in Kırmızı Işık fort. Danach spielte sie in der Fernsehserie Kayıp Prenses mit. 2010 bekam Şimşek eine Rolle in Cuma'ya Kalsa. Anschließend trat sie 2011 in der Serie  Hayat Devam Ediyor auf. Ihren Durchbruch hatte sie in der Fernsehserie Küçük Gelin.

## Filmografie
Filme
- 2010: Nisvan - Tarihe Adını Yazdıran Kadınlar
- 2010: Vay Arkadaş
- 2014: Çeşme
- 2019: Ferhat ile Şirin: Ölümsüz Aşk

Serien
- 2007: Elveda Derken
- 2008: Kırmızı Işık
- 2008–2009: Kayıp Prenses
- 2010: Cuma'ya Kalsa
- 2011–2013: Hayat Devam Ediyor
- 2013–2015: Küçük Gelin
- 2017–2018: Elif
- 2021: Kardeşlerim
- 2021–2022: Elkızı
- 2022: Tozluyaka